# Upplands runinskrifter 562
Upplands runinskrifter 562, nummer två från vänster på bilden, är ett vikingatida runstensfragment av grå sandsten i Malsta kyrka, Malsta socken och Norrtälje kommun. Runstensfragmentet är 0,26 gånger 0,36 meter stort. Det hittades 1920 i grunden till en gammal smedja i Malsta by.
Runstensfragmenten på bilden är, från vänster, U 564, U 562, U 561 och U 563. Samtliga dessa förvaras i Malsta kyrkas vapenhus.

## Inskriften
Translitterering av runraden:
... ...(r)semni ' fa-... ...
Normalisering till runsvenska:
... Karlsæmni(?), fa[ður] ...
Översättning till nusvenska:
... Karlsemni(?), fadern ...